# Alanen Puistisjärvi
Alanen Puistisjärvi är en sjö i Pajala kommun i Norrbotten och ingår i Torneälvens huvudavrinningsområde.